# 氟对苯二甲酸
氟对苯二甲酸是一种有机化合物，化学式为C8H5FO4。它可由氟对二甲苯和硝酸在200 °C的反应釜中反应得到。它在四氢呋喃中可以被甲硫醚硼烷还原为氟对苯二甲醇。它可以和金属（ZnII、CrIII、ZrIV等）形成配位聚合物。